# Lista siturilor arheologice din județul Covasna - B
Lista siturilor arheologice din județul Covasna - B conține toate siturile arheologice din județul Covasna înscrise în Repertoriul Arheologic Național (RAN) și aflate în localități al căror nume începe cu litera B. RAN este administrat de Ministerul Culturii și Patrimoniului Național și cuprinde date științifice, cartografice, topografice, imagini și planuri, precum și orice alte informații privitoare la zonele cu potențial arheologic, studiate sau nu, încă existente sau dispărute.
Puteți căuta un sit din localitățile care încep cu litera B folosind formularul de mai jos sau puteți naviga prin toate siturile din județ la Lista siturilor arheologice din județul Covasna.
| Cod RAN                                  | Denumire | Localitate                              | Adresă                    | Datare                                        | Descoperit      | Coordonate                                              | Imagine           | Erori            |
| ---------------------------------------- | --- | --------------------------------------- | ------------------------- | --------------------------------------------- | --------------- | ------------------------------------------------------- | ----------------- | ---------------- |
| 63456.01.01 (Cod LMI: CV-I-s-B-13038)    | Situl arheologic de la Baraolt - "Vecer" / ansamblu anonim (Categorie: locuire civilă) (Tip: Așezare)                                                            | oraș Baraolt                            | Vecer                     | sec. II - III                                 |                 |                                                         | Încărcați imagine | Raportați eroare |
| 63456.01.02 (Cod LMI: CV-I-s-B-13038)    | Situl arheologic de la Baraolt - "Vecer" / ansamblu Calea Cetății, Poarta Cetății (Categorie: locuire civilă) (Tip: Drum)                                        | oraș Baraolt                            | Vecer                     |                                               |                 |                                                         | Încărcați imagine | Raportați eroare |
| 63456.01.03 (Cod LMI: CV-I-s-B-13038)    | Situl arheologic de la Baraolt - "Vecer" / ansamblu anonim (Categorie: locuire civilă) (Tip: Mormânt de incinerație)                                             | oraș Baraolt                            | Vecer                     |                                               |                 |                                                         | Încărcați imagine | Raportați eroare |
| 63456.02.01 (Cod LMI: CV-I-m-A-13039.04) | Situl arheologic de la Baraolt - "Pădurea Mare" / ansamblu anonim (Categorie: locuire civilă) (Tip: Așezare)                                                     | oraș Baraolt                            | Pădurea Mare              | Wietenberg                                    |                 | 46°04′28″N 25°38′19″E / 46.07435°N 25.6385°E            | Încărcați imagine | Raportați eroare |
| 63456.02.02 (Cod LMI: CV-I-m-A-13039.02) | Situl arheologic de la Baraolt - "Pădurea Mare" / ansamblu anonim (Categorie: locuire civilă) (Tip: Așezare)                                                     | oraș Baraolt                            | Pădurea Mare              |                                               |                 | 46°04′28″N 25°38′19″E / 46.07435°N 25.6385°E            | Încărcați imagine | Raportați eroare |
| 63456.02.03 (Cod LMI: CV-I-m-A-13039.03) | Situl arheologic de la Baraolt - "Pădurea Mare" / ansamblu anonim (Categorie: locuire civilă) (Tip: Așezare)                                                     | oraș Baraolt                            | Pădurea Mare              | geto-dacică sec.II a.Chr. - I p.Chr.          |                 | 46°04′28″N 25°38′19″E / 46.07435°N 25.6385°E            | Încărcați imagine | Raportați eroare |
| 63456.02.04 (Cod LMI: CV-I-m-A-13039.01) | Situl arheologic de la Baraolt - "Pădurea Mare" / ansamblu anonim (Categorie: locuire civilă) (Tip: Așezare)                                                     | oraș Baraolt                            | Pădurea Mare              | sec. X - XI                                   |                 | 46°04′28″N 25°38′19″E / 46.07435°N 25.6385°E            | Încărcați imagine | Raportați eroare |
| 63642.01.01 (Cod LMI: CV-I-s-B-13040)    | Așezarea neolitică de la Barcani - "cartier Costanda" / ansamblu anonim (Categorie: locuire civilă) (Tip: Așezare)                                               | sat Bărcani, comuna Barcani             | Cartier Costanda          | Starčevo - Criș                               | 1960            |                                                         | Încărcați imagine | Raportați eroare |
| 63465.01.01 (Cod LMI: CV-I-m-A-13041.01) | Situl arheologic de la Biborțeni - "Cetatea lui Tiburț" / ansamblu anonim (Categorie: locuire civilă) (Tip: Fortificație cu val de pământ)                       | sat Biborțeni, oraș Baraolt             | Cetatea lui Tiburț        | geto-dacică sec. II a.Chr. - I p.Chr.         |                 |                                                         | Încărcați imagine | Raportați eroare |
| 63465.01.02 (Cod LMI: CV-I-m-A-13041.01) | Situl arheologic de la Biborțeni - "Cetatea lui Tiburț" / ansamblu anonim (Categorie: locuire civilă) (Tip: Mormânt de incinerație)                              | sat Biborțeni, oraș Baraolt             | Cetatea lui Tiburț        | geto-dacică                                   |                 |                                                         | Încărcați imagine | Raportați eroare |
| 63465.01.03 (Cod LMI: CV-I-m-A-13041.02) | Situl arheologic de la Biborțeni - "Cetatea lui Tiburț" / ansamblu anonim (Categorie: locuire civilă) (Tip: Așezare)                                             | sat Biborțeni, oraș Baraolt             | Cetatea lui Tiburț        |                                               |                 |                                                         | Încărcați imagine | Raportați eroare |
| 63465.01.04 (Cod LMI: CV-I-m-A-13041.03) | Situl arheologic de la Biborțeni - "Cetatea lui Tiburț" / ansamblu anonim (Categorie: locuire civilă) (Tip: Așezare)                                             | sat Biborțeni, oraș Baraolt             | Cetatea lui Tiburț        | sec. XII - XIII                               |                 |                                                         | Încărcați imagine | Raportați eroare |
| 63465.02.01 (Cod LMI: CV-I-s-B-13042)    | Așezarea Wietenberg de la Biborțeni / ansamblu anonim (Categorie: locuire civilă) (Tip: Așezare)                                                                 | sat Biborțeni, oraș Baraolt             |                           | Wietenberg                                    |                 |                                                         | Încărcați imagine | Raportați eroare |
| 64522.01.01 (Cod LMI: CV-I-m-A-13044.03) | Situl arheologic de la Bixad - Cetatea Vápa / ansamblu anonim (Categorie: locuire civilă) (Tip: Așezare)                                                         | sat Bixad, comuna Bixad                 | Cetatea Vápa              | Cucuteni - Ariușd                             |                 | 46°06′08″N 25°50′55″E / 46.10209°N 25.8485°E            | Încărcați imagine | Raportați eroare |
| 64522.01.02 (Cod LMI: CV-I-m-A-13044.02) | Situl arheologic de la Bixad - Cetatea Vápa / ansamblu anonim (Categorie: locuire civilă) (Tip: Așezare)                                                         | sat Bixad, comuna Bixad                 | Cetatea Vápa              | geto-dacică                                   |                 | 46°06′08″N 25°50′55″E / 46.10209°N 25.8485°E            | Încărcați imagine | Raportați eroare |
| 64522.01.03 (Cod LMI: CV-I-m-A-13044.01) | Situl arheologic de la Bixad - Cetatea Vápa / ansamblu Cetatea - Vápa (Categorie: locuire civilă) (Tip: Fortificație)                                            | sat Bixad, comuna Bixad                 | Cetatea Vápa              | sec. XIII - XIV                               |                 | 46°06′08″N 25°50′55″E / 46.10209°N 25.8485°E            | Încărcați imagine | Raportați eroare |
| 64522.01.04 (Cod LMI: CV-I-s-A-13044)    | Situl arheologic de la Bixad - Cetatea Vápa / ansamblu anonim (Categorie: locuire civilă) (Tip: Așezare)                                                         | sat Bixad, comuna Bixad                 | Cetatea Vápa              | Wietenberg                                    |                 | 46°06′08″N 25°50′55″E / 46.10209°N 25.8485°E            | Încărcați imagine | Raportați eroare |
| 64522.01.05 (Cod LMI: CV-I-s-A-13044)    | Situl arheologic de la Bixad - Cetatea Vápa / ansamblu anonim (Categorie: locuire civilă) (Tip: Necropolă de incinerație)                                        | sat Bixad, comuna Bixad                 | Cetatea Vápa              | geto-dacică                                   |                 | 46°06′08″N 25°50′55″E / 46.10209°N 25.8485°E            | Încărcați imagine | Raportați eroare |
| 64522.02.01 (Cod LMI: CV-I-s-B-13045)    | Fortificația medievală de la Bixad - Cetatea Șoimilor / ansamblu anonim (Categorie: fortificație) (Tip: Fortificație)                                            | sat Bixad, comuna Bixad                 | Cetatea Șoimilor          | sec. XIV - XV                                 |                 |                                                         | Încărcați imagine | Raportați eroare |
| 63900.01.01 (Cod LMI: CV-I-m-A-13046.02) | Situl arheologic de la Bodoc - "Vârful cu comoară" / ansamblu anonim (Categorie: fortificație) (Tip: Așezare)                                                    | sat Bodoc, comuna Bodoc                 | Vârful cu comoară         |                                               |                 |                                                         | Încărcați imagine | Raportați eroare |
| 63900.01.02 (Cod LMI: CV-I-m-A-13046.01) | Situl arheologic de la Bodoc - "Vârful cu comoară" / ansamblu Fortificația cu incintă "Kincsástetõ" (Categorie: fortificație) (Tip: Fortificație cu incintă)     | sat Bodoc, comuna Bodoc                 | Vârful cu comoară         | sec. XII-XIII                                 |                 |                                                         | Încărcați imagine | Raportați eroare |
| 63946.01.01 (Cod LMI: CV-I-m-A-13047.02) | Castrul roman de la Boroșneu Mare / ansamblu anonim (Categorie: locuire militară) (Tip: Castru)                                                                  | sat Boroșneu Mare, comuna Boroșneu Mare | Pe Dealul Cetății         | sec. II - III                                 |                 |                                                         | Încărcați imagine | Raportați eroare |
| 63946.01.02 (Cod LMI: CV-I-m-A-13047.01) | Castrul roman de la Boroșneu Mare / ansamblu anonim (Categorie: locuire militară) (Tip: Așezare)                                                                 | sat Boroșneu Mare, comuna Boroșneu Mare | Pe Dealul Cetății         | sec. II - III                                 |                 |                                                         | Încărcați imagine | Raportați eroare |
| 63946.01.03 (Cod LMI: CV-I-s-A-13047)    | Castrul roman de la Boroșneu Mare / ansamblu anonim (Categorie: locuire militară) (Tip: Așezare)                                                                 | sat Boroșneu Mare, comuna Boroșneu Mare | Pe Dealul Cetății         | Cucuteni - Ariușd                             |                 | 45°50′38″N 26°01′01″E / 45.8438611111°N 26.0169833333°E | Încărcați imagine | Raportați eroare |
| 63955.01.01 (Cod LMI: CV-I-m-A-13048.03) | Situl arheologic de la Boroșneu Mic - "Cetatea Bursucului' / ansamblu anonim (Categorie: locuire civilă) (Tip: Așezare)                                          | sat Boroșneu Mic, comuna Boroșneu Mare  | Cetatea Bursucului        | Cucuteni - Ariușd                             |                 |                                                         | Încărcați imagine | Raportați eroare |
| 63955.01.02 (Cod LMI: CV-I-m-A-13048.02) | Situl arheologic de la Boroșneu Mic - "Cetatea Bursucului' / ansamblu anonim (Categorie: locuire civilă) (Tip: Fortificație)                                     | sat Boroșneu Mic, comuna Boroșneu Mare  | Cetatea Bursucului        | geto-dacică sec. I î.Chr - I d. Chr           |                 |                                                         | Încărcați imagine | Raportați eroare |
| 63955.01.03 (Cod LMI: CV-I-m-A-13048.01) | Situl arheologic de la Boroșneu Mic - "Cetatea Bursucului' / ansamblu Fortificație "Borzvára" (Cetatea Viezurei) (Categorie: locuire civilă) (Tip: Fortificație) | sat Boroșneu Mic, comuna Boroșneu Mare  | Cetatea Bursucului        |                                               |                 |                                                         | Încărcați imagine | Raportați eroare |
| 63955.01.04 (Cod LMI: CV-I-s-A-13048)    | Situl arheologic de la Boroșneu Mic - "Cetatea Bursucului' / ansamblu anonim (Categorie: locuire civilă) (Tip: Așezare)                                          | sat Boroșneu Mic, comuna Boroșneu Mare  | Cetatea Bursucului        | Schneckenberg                                 |                 | 45°45′54″N 25°59′35″E / 45.765°N 25.993°E               | Încărcați imagine | Raportați eroare |
| 63955.01 (Cod LMI: CV-I-s-A-13048)       | Situl arheologic de la Boroșneu Mic - "Cetatea Bursucului' / ansamblu anonim (Categorie: locuire civilă) (Tip: Așezare)                                          | sat Boroșneu Mic, comuna Boroșneu Mare  | Cetatea Bursucului        | Coțofeni                                      |                 | 45°45′54″N 25°59′35″E / 45.765°N 25.993°E               | Încărcați imagine | Raportați eroare |
| 64014.01.01 (Cod LMI: CV-I-s-B-13049)    | Situl arheologic de la Brateș - "Grădina lui Horváth" / ansamblu anonim (Categorie: locuire civilă) (Tip: Așezare)                                               | sat Brateș, comuna Brateș               | Grădina lui Horváth       | sec. II - III                                 |                 |                                                         | Încărcați imagine | Raportați eroare |
| 64014.01.02 (Cod LMI: CV-I-s-B-13049)    | Situl arheologic de la Brateș - "Grădina lui Horváth" / ansamblu Așezare dacică (Categorie: locuire civilă) (Tip: Așezare)                                       | sat Brateș, comuna Brateș               | Grădina lui Horváth       | geto-dacică - clasică sec. I î.Chr - I d.Chr. |                 |                                                         | Încărcați imagine | Raportați eroare |
| 64103.01.01 (Cod LMI: CV-I-m-A-13050.02) | Situl arheologic de la Brețcu-Cetatea doamnei Veneturne / ansamblu Castrul roman Angustia (Categorie: locuire militară) (Tip: Castru)                            | sat Brețcu, comuna Brețcu               | Cetatea doamnei Veneturne | sec. II - III                                 | 1877            |                                                         | Încărcați imagine | Raportați eroare |
| 64103.01.02 (Cod LMI: CV-I-m-A-13050.01) | Situl arheologic de la Brețcu-Cetatea doamnei Veneturne / ansamblu anonim (Categorie: locuire militară) (Tip: Așezare civilă)                                    | sat Brețcu, comuna Brețcu               | Cetatea doamnei Veneturne | sec. II - III                                 | 1877            |                                                         | Încărcați imagine | Raportați eroare |
| 64103.02.01 (Cod LMI: CV-I-s-A-13051)    | Termele romane de la Brețcu / ansamblu anonim (Categorie: construcție) (Tip: Terme)                                                                              | sat Brețcu, comuna Brețcu               |                           | sec. II - III                                 | 1926            |                                                         | Încărcați imagine | Raportați eroare |
| 64103.03.01 (Cod LMI: CV-I-s-A-13052)    | Canabele castrului de la Brețcu / ansamblu Canabale castrului roman Angustia (Categorie: locuire civilă) (Tip: Canabae)                                          | sat Brețcu, comuna Brețcu               | Cetatea Lupului           | sec. II - III                                 |                 |                                                         | Încărcați imagine | Raportați eroare |
| 63946.02.01                              | Necropola de la Boroșneu Mare / ansamblu anonim (Categorie: descoperire funerară) (Tip: Necropolă)                                                               | sat Boroșneu Mare, comuna Boroșneu Mare |                           | câmpurilor de urne                            |                 |                                                         | Încărcați imagine | Raportați eroare |
| 63456.03.01                              | Așezarea hallstattiană de la Baraolt - "Pârâul Hotarului" / ansamblu anonim (Categorie: locuire civilă) (Tip: Așezare)                                           | oraș Baraolt                            | Pârâul Hotarului          |                                               |                 |                                                         | Încărcați imagine | Raportați eroare |
| 63456.04.01                              | Așezarea Wietenberg de la Baraolt - "Dongó" / ansamblu anonim (Categorie: locuire civilă) (Tip: Așezare)                                                         | oraș Baraolt                            | Dongó                     | Wietenberg                                    |                 | 46°04′48″N 25°37′35″E / 46.08007°N 25.62644°E           | Încărcați imagine | Raportați eroare |
| 63456.05.01                              | Așezările preistorice de la Baraolt - "Cariera de nisip" / ansamblu anonim (Categorie: locuire civilă) (Tip: Așezare)                                            | oraș Baraolt                            | Cariera de nisip          | Wietenberg                                    | 1947            |                                                         | Încărcați imagine | Raportați eroare |
| 63456.05.02                              | Așezările preistorice de la Baraolt - "Cariera de nisip" / ansamblu anonim (Categorie: locuire civilă) (Tip: Așezare)                                            | oraș Baraolt                            | Cariera de nisip          |                                               | 1947            |                                                         | Încărcați imagine | Raportați eroare |
| 63456.05.03                              | Așezările preistorice de la Baraolt - "Cariera de nisip" / ansamblu anonim (Categorie: locuire civilă) (Tip: neprecizat)                                         | oraș Baraolt                            | Cariera de nisip          | dacică                                        | 1947            |                                                         | Încărcați imagine | Raportați eroare |
| 63456.06.01                              | Așezarea din epoca bronzului târziu de la Baraolt - "Cariera de Nisip II" / ansamblu anonim (Categorie: locuire civilă) (Tip: Așezare)                           | oraș Baraolt                            | Cariera de Nisip II       |                                               | Z. Szekely 1960 | 46°04′23″N 25°38′51″E / 46.07301°N 25.64746°E           | Încărcați imagine | Raportați eroare |
| 63456.07                                 | Descoperiri izolate din cuprinsul orașului Baraolt (Categorie: descoperire izolată) (Tip: obiect izolat)                                                         | oraș Baraolt                            |                           | sec.VII-VI                                    |                 |                                                         | Încărcați imagine | Raportați eroare |
| 63456.07.02                              | Descoperiri izolate din cuprinsul orașului Baraolt / ansamblu anonim (Categorie: descoperire izolată) (Tip: neprecizat)                                          | oraș Baraolt                            |                           |                                               |                 |                                                         | Încărcați imagine | Raportați eroare |
| 63456.07.03                              | Descoperiri izolate din cuprinsul orașului Baraolt / ansamblu anonim (Categorie: descoperire izolată) (Tip: neprecizat)                                          | oraș Baraolt                            |                           | scitică sec.VII-VI                            |                 |                                                         | Încărcați imagine | Raportați eroare |
| 63456.07.04                              | Descoperiri izolate din cuprinsul orașului Baraolt / ansamblu anonim (Categorie: descoperire izolată) (Tip: neprecizat)                                          | oraș Baraolt                            |                           |                                               |                 |                                                         | Încărcați imagine | Raportați eroare |
| 63456.07.05                              | Descoperiri izolate din cuprinsul orașului Baraolt / ansamblu anonim (Categorie: descoperire izolată) (Tip: neprecizat)                                          | oraș Baraolt                            |                           |                                               |                 |                                                         | Încărcați imagine | Raportați eroare |
| 63456.07.05                              | Descoperiri izolate din cuprinsul orașului Baraolt / ansamblu anonim (Categorie: descoperire izolată) (Tip: neprecizat)                                          | oraș Baraolt                            |                           |                                               |                 |                                                         | Încărcați imagine | Raportați eroare |
| 63465.03.01                              | Situl arheologic de la Biborțeni - "Dealul Rotund" / ansamblu anonim (Categorie: locuire civilă) (Tip: Așezare)                                                  | sat Biborțeni, oraș Baraolt             | Dealul Rotund             | ceramicii liniare                             |                 |                                                         | Încărcați imagine | Raportați eroare |
| 63465.03.02                              | Situl arheologic de la Biborțeni - "Dealul Rotund" / ansamblu anonim (Categorie: locuire civilă) (Tip: Groapă de cult)                                           | sat Biborțeni, oraș Baraolt             | Dealul Rotund             | Bodrogkeresztur                               |                 |                                                         | Încărcați imagine | Raportați eroare |
| 63465.04.01                              | Biserica de stil romanic de la Biborțeni - "Biserica Reformată" / ansamblu anonim (Categorie: structură de cult/religioasă) (Tip: Biserică)                      | sat Biborțeni, oraș Baraolt             | Biserica Reformată        | sec.XIII                                      |                 | 46°05′42″N 25°39′25″E / 46.09497°N 25.657°E             | Încărcați imagine | Raportați eroare |
| 63465.06                                 | Obiecte romane de la Biborțeni (Categorie: descoperire izolată) (Tip: obiect izolat)                                                                             | sat Biborțeni, oraș Baraolt             |                           |                                               |                 |                                                         | Încărcați imagine | Raportați eroare |
| 63465.06.02                              | Obiecte romane de la Biborțeni / ansamblu anonim (Categorie: descoperire izolată) (Tip: Cuptor de redus minereul)                                                | sat Biborțeni, oraș Baraolt             |                           |                                               |                 |                                                         | Încărcați imagine | Raportați eroare |
| 63875.01.01                              | Depozitul de bronzuri de la Belin - "Umbra Luncii" / ansamblu anonim (Categorie: depozit/tezaur) (Tip: Depozit)                                                  | sat Belin, comuna Belin                 | Umbra Luncii              |                                               | 1885            |                                                         | Încărcați imagine | Raportați eroare |
| 63875.02.01                              | Mormântul medieval de la Belin - "Hotarul satului" / ansamblu anonim (Categorie: descoperire funerară) (Tip: Mormânt de inhumație)                               | sat Belin, comuna Belin                 | Hotarul satului           | sec.XI-XIII                                   |                 |                                                         | Încărcați imagine | Raportați eroare |
| 63875.03.01                              | Situl preistoric de la Belin - "Cetatea Ciorii" / ansamblu anonim (Categorie: locuire) (Tip: neprecizat)                                                         | sat Belin, comuna Belin                 | Cetatea Ciorii            |                                               |                 |                                                         | Încărcați imagine | Raportați eroare |
| 63900.02.01                              | Așezarea Ariușd de la Bodoc - "Pădurea mestecenilor" / ansamblu anonim (Categorie: locuire civilă) (Tip: Așezare)                                                | sat Bodoc, comuna Bodoc                 | Pădurea mestecenilor      | Cucuteni - Ariușd                             |                 |                                                         | Încărcați imagine | Raportați eroare |
| 63900.03.01                              | Așezarea Ariușd de la Bodoc - "Cimitirul Catolic" / ansamblu anonim (Categorie: locuire civilă) (Tip: Așezare)                                                   | sat Bodoc, comuna Bodoc                 | Cimitirul Catolic         | Cucuteni - Ariușd                             |                 | 45°57′08″N 25°51′33″E / 45.95232°N 25.85915°E           | Încărcați imagine | Raportați eroare |
| 63900.04.01                              | Situl arheologic de la Bodoc - "Sat" / ansamblu anonim (Categorie: locuire) (Tip: Locuire)                                                                       | sat Bodoc, comuna Bodoc                 | Sat                       | Cucuteni - Ariușd - Tripolie                  |                 |                                                         | Încărcați imagine | Raportați eroare |
| 63900.04.02                              | Situl arheologic de la Bodoc - "Sat" / ansamblu anonim (Categorie: locuire) (Tip: Locuire)                                                                       | sat Bodoc, comuna Bodoc                 | Sat                       | Coțofeni                                      |                 |                                                         | Încărcați imagine | Raportați eroare |
| 63900.05.01                              | Așezarea eneolitică de la Bodoc / ansamblu anonim (Categorie: locuire civilă) (Tip: Așezare)                                                                     | sat Bodoc, comuna Bodoc                 | Cetatea Comorii           | Cucuteni - Ariușd                             |                 | 45°58′44″N 25°51′13″E / 45.97875°N 25.85353°E           | Încărcați imagine | Raportați eroare |
| 63900.06.01                              | Așezarea hallstattiană de la Bodoc / ansamblu anonim (Categorie: locuire civilă) (Tip: Așezare)                                                                  | sat Bodoc, comuna Bodoc                 |                           |                                               |                 |                                                         | Încărcați imagine | Raportați eroare |
| 63946.03.01                              | Așezarea romană de la Boroșneul Mare / ansamblu anonim (Categorie: locuire civilă) (Tip: Așezare)                                                                | sat Boroșneu Mare, comuna Boroșneu Mare |                           |                                               |                 |                                                         | Încărcați imagine | Raportați eroare |
| 63946.04.01                              | Situl arheologic de la Boroșneul Mare / ansamblu anonim (Categorie: locuire) (Tip: neprecizat)                                                                   | sat Boroșneu Mare, comuna Boroșneu Mare |                           | Wietenberg                                    |                 |                                                         | Încărcați imagine | Raportați eroare |
| 63946.05.01                              | Așezarea geto-dacică de la Boroșneul Mare - "Biserica Reformată" / ansamblu anonim (Categorie: locuire civilă) (Tip: Așezare)                                    | sat Boroșneu Mare, comuna Boroșneu Mare | Biserica Reformată        | geto-dacică sec. I î.Chr. - I d. Chr.         |                 |                                                         | Încărcați imagine | Raportați eroare |
| 63955.02.01                              | Așezarea Latene de la Boroșneu Mic - "Brod" / ansamblu anonim (Categorie: locuire) (Tip: Așezare)                                                                | sat Boroșneu Mic, comuna Boroșneu Mare  | Brod                      | geto-dacică                                   |                 |                                                         | Încărcați imagine | Raportați eroare |
| 63955.04.01                              | Cetatea medievală de la Boroșneu Mic - "Bodza" / ansamblu anonim (Categorie: locuire civilă) (Tip: Cetate)                                                       | sat Boroșneu Mic, comuna Boroșneu Mare  | Bodza                     |                                               |                 |                                                         | Încărcați imagine | Raportați eroare |
| 63955.05.01                              | Fortificația de la Boroșneu Mic - "Muntele Ladoc" / ansamblu anonim (Categorie: locuire) (Tip: Fortificație)                                                     | sat Boroșneu Mic, comuna Boroșneu Mare  | Ladoc                     |                                               |                 |                                                         | Încărcați imagine | Raportați eroare |
| 64050.01                                 | Descoperirile paleolitice de la Brăduț - "Cormoș" (Categorie: descoperire izolată) (Tip: obiect izolat)                                                          | sat Brăduț, comuna Brăduț               | Cormoș                    |                                               |                 |                                                         | Încărcați imagine | Raportați eroare |
| 64050.01.01                              | Descoperirile paleolitice de la Brăduț - "Cormoș" / ansamblu anonim (Categorie: descoperire izolată) (Tip: descoperiri izolate)                                  | sat Brăduț, comuna Brăduț               | Cormoș                    | Musteriană                                    |                 |                                                         | Încărcați imagine | Raportați eroare |
| 64050.02                                 | Descoperirile paleolitice de la Brăduț - "Agriș" (Categorie: descoperire izolată) (Tip: obiect izolat)                                                           | sat Brăduț, comuna Brăduț               | Agriș                     |                                               | 1935            |                                                         | Încărcați imagine | Raportați eroare |
| 64050.02.01                              | Descoperirile paleolitice de la Brăduț - "Agriș" / ansamblu anonim (Categorie: descoperire izolată) (Tip: descoperiri izolate)                                   | sat Brăduț, comuna Brăduț               | Agriș                     |                                               | 1935            |                                                         | Încărcați imagine | Raportați eroare |
| 64050.03.01                              | Situl arheologic de la Brăduț - "Dealul Rotund" / ansamblu anonim (Categorie: descoperire funerară) (Tip: Necropolă tumulară)                                    | sat Brăduț, comuna Brăduț               | Dealul Rotund             | Schneckenberg                                 |                 | 46°07′16″N 25°39′35″E / 46.1211°N 25.6598°E             | Încărcați imagine | Raportați eroare |
| 64050.03.02                              | Situl arheologic de la Brăduț - "Dealul Rotund" / ansamblu anonim (Categorie: descoperire funerară) (Tip: Necropolă tumulară)                                    | sat Brăduț, comuna Brăduț               | Dealul Rotund             | Noua - I                                      |                 | 46°07′16″N 25°39′35″E / 46.1211°N 25.6598°E             | Încărcați imagine | Raportați eroare |
| 64050.03.03                              | Situl arheologic de la Brăduț - "Dealul Rotund" / ansamblu anonim (Categorie: descoperire funerară) (Tip: Așezare)                                               | sat Brăduț, comuna Brăduț               | Dealul Rotund             | ceramicii liniare                             |                 | 46°07′16″N 25°39′35″E / 46.1211°N 25.6598°E             | Încărcați imagine | Raportați eroare |
| 64050.03.04                              | Situl arheologic de la Brăduț - "Dealul Rotund" / ansamblu anonim (Categorie: descoperire funerară) (Tip: Așezare)                                               | sat Brăduț, comuna Brăduț               | Dealul Rotund             | Boian - Giulești                              |                 | 46°07′16″N 25°39′35″E / 46.1211°N 25.6598°E             | Încărcați imagine | Raportați eroare |
| 64050.03.05                              | Situl arheologic de la Brăduț - "Dealul Rotund" / ansamblu anonim (Categorie: descoperire funerară) (Tip: Așezare)                                               | sat Brăduț, comuna Brăduț               | Dealul Rotund             | Bodrogkeresztur                               |                 | 46°07′16″N 25°39′35″E / 46.1211°N 25.6598°E             | Încărcați imagine | Raportați eroare |
| 64050.03                                 | Situl arheologic de la Brăduț - "Dealul Rotund" / ansamblu anonim (Categorie: descoperire funerară)                                                              | sat Brăduț, comuna Brăduț               | Dealul Rotund             | Coțofeni - final                              |                 | 46°07′16″N 25°39′35″E / 46.1211°N 25.6598°E             | Încărcați imagine | Raportați eroare |
| 64050.04.01                              | Deascoperirile din epoca bronzului de la Brăduț - "Văgăuna Hoților" / ansamblu anonim (Categorie: descoperiri izolate de artefacte) (Tip: neprecizat)            | sat Brăduț, comuna Brăduț               | Văgăuna Hoților           |                                               |                 |                                                         | Încărcați imagine | Raportați eroare |
| 64050.05.01                              | Descoperirile Coțofeni de la Brăduț / ansamblu anonim (Categorie: descoperire izolată) (Tip: obiecte izolate)                                                    | sat Brăduț, comuna Brăduț               |                           | Coțofeni                                      |                 |                                                         | Încărcați imagine | Raportați eroare |
| 64014.02.01                              | Situl arheologic de la Brateș - "Bende" / ansamblu anonim (Categorie: locuire civilă) (Tip: Așezare)                                                             | sat Brateș, comuna Brateș               | Bende                     |                                               |                 |                                                         | Încărcați imagine | Raportați eroare |
| 64014.02.02                              | Situl arheologic de la Brateș - "Bende" / ansamblu anonim (Categorie: locuire civilă) (Tip: Așezare)                                                             | sat Brateș, comuna Brateș               | Bende                     | geto-dacică sec. I î.Chr - I d.Chr.           |                 |                                                         | Încărcați imagine | Raportați eroare |
| 64014.03.01                              | Situl arheologic de la Brateș - "Trestișul Rotund" / ansamblu anonim (Categorie: locuire civilă) (Tip: Așezare)                                                  | sat Brateș, comuna Brateș               | Trestișul Rotund          | geto-dacică                                   |                 |                                                         | Încărcați imagine | Raportați eroare |
| 64014.03.02                              | Situl arheologic de la Brateș - "Trestișul Rotund" / ansamblu anonim (Categorie: locuire civilă) (Tip: Așezare)                                                  | sat Brateș, comuna Brateș               | Trestișul Rotund          |                                               |                 |                                                         | Încărcați imagine | Raportați eroare |
| 64014.04                                 | Descoperirile celtice de la Brateș (Categorie: descoperire izolată) (Tip: descoperire izolată)                                                                   | sat Brateș, comuna Brateș               |                           |                                               |                 |                                                         | Încărcați imagine | Raportați eroare |
| 64014.04.01                              | Descoperirile celtice de la Brateș / ansamblu anonim (Categorie: descoperire izolată) (Tip: descoperiri izolate)                                                 | sat Brateș, comuna Brateș               |                           | Celtică                                       |                 |                                                         | Încărcați imagine | Raportați eroare |
| 64014.04.02 64014.04.02                  | Descoperirile celtice de la Brateș / ansamblu Denar republican (Categorie: descoperire izolată) (Tip: descoperiri izolate)                                       | sat Brateș, comuna Brateș               |                           |                                               |                 |                                                         | Încărcați imagine | Raportați eroare |
| 64014.04.03                              | Descoperirile celtice de la Brateș / ansamblu anonim (Categorie: descoperire izolată) (Tip: descoperiri izolate)                                                 | sat Brateș, comuna Brateș               |                           | dacică                                        |                 |                                                         | Încărcați imagine | Raportați eroare |
| 64103.04.01                              | Fortificația medievală de la Brețcu - "Cetatea Fetei" / ansamblu anonim (Categorie: locuire civilă) (Tip: Cetate)                                                | sat Brețcu, comuna Brețcu               | Cetatea Fetei             | sec. XVII                                     |                 | 46°02′44″N 26°19′02″E / 46.04567°N 26.31717°E           | Încărcați imagine | Raportați eroare |
| 64103.05                                 | Descoperirile preistorice de la Brețcu (Categorie: descoperire izolată) (Tip: descoperire izolată)                                                               | sat Brețcu, comuna Brețcu               |                           |                                               |                 |                                                         | Încărcați imagine | Raportați eroare |
| 64103.05.01                              | Descoperirile preistorice de la Brețcu / ansamblu anonim (Categorie: descoperire izolată) (Tip: descoperiri izolate)                                             | sat Brețcu, comuna Brețcu               |                           | Schneckenberg                                 |                 |                                                         | Încărcați imagine | Raportați eroare |
| 64103.05.02                              | Descoperirile preistorice de la Brețcu / ansamblu anonim (Categorie: descoperire izolată) (Tip: așezare)                                                         | sat Brețcu, comuna Brețcu               |                           | Monteoru                                      |                 |                                                         | Încărcați imagine | Raportați eroare |
| 64103.06.01                              | Descoperirile geto-dacice de la Brețcu / ansamblu anonim (Categorie: neprecizată) (Tip: neprecizat)                                                              | sat Brețcu, comuna Brețcu               |                           | dacică                                        |                 |                                                         | Încărcați imagine | Raportați eroare |
| 64103.07.01                              | Turnul roman de la Brețcu / ansamblu anonim (Categorie: fortificație) (Tip: Turn)                                                                                | sat Brețcu, comuna Brețcu               |                           |                                               |                 |                                                         | Încărcați imagine | Raportați eroare |
| 64657.01.01                              | Fortificația de pământ de la Bicfalău / ansamblu anonim (Categorie: fortificație) (Tip: Fortificație de pământ)                                                  | sat Bicfalău, comuna Ozun               |                           |                                               |                 |                                                         | Încărcați imagine | Raportați eroare |
| 63839.01                                 | Topor neolitic la Bățanii Mici (Categorie: descoperire izolată) (Tip: obiect izolat)                                                                             | sat Bățanii Mici, comuna Bățani         |                           |                                               |                 |                                                         | Încărcați imagine | Raportați eroare |
| 64657.02.01                              | Așezarea eneolitică de la Bicfalău / ansamblu anonim (Categorie: locuire civilă) (Tip: Așezare)                                                                  | sat Bicfalău, comuna Ozun               | Valea Dosului             | Cucuteni - Ariușd                             |                 |                                                         | Încărcați imagine | Raportați eroare |
| 64522.03.01                              | Așezarea eneolitică de la Bixad / ansamblu anonim (Categorie: locuire civilă) (Tip: Așezare)                                                                     | sat Bixad, comuna Bixad                 | Cetatea Șea               | Cucuteni - Ariușd                             |                 |                                                         | Încărcați imagine | Raportați eroare |
| 64050.06.01                              | Așezarea neolitică de la Brăduț / ansamblu anonim (Categorie: locuire civilă) (Tip: Așezare)                                                                     | sat Brăduț, comuna Brăduț               | Dealul Tortoma            | Precucuteni                                   |                 |                                                         | Încărcați imagine | Raportați eroare |